# Izomorfizm porządków
Izomorfizm porządków – pojęcie w matematyce określające funkcję pomiędzy dwoma zbiorami uporządkowanymi pokazującą, że porządki te wyglądają tak samo. Termin ten jest również używany na określenie relacji bycia izomorficznymi porządkami.

## Definicja
Niech {\displaystyle (X,\leqslant ),} {\displaystyle (Y,\sqsubseteq )} będą porządkami częściowymi. Powiemy, że funkcja {\displaystyle f\colon X\longrightarrow Y} jest izomorfizmem porządków X i Y jeśli spełnione są dwa warunki:
- {\displaystyle f} jest wzajemnie jednoznaczna
- {\displaystyle \forall _{x,y\in X}(x\leqslant y\iff f(x)\sqsubseteq f(y)).}

Porządki {\displaystyle (X,\leqslant ),} {\displaystyle (Y,\sqsubseteq )} nazywamy izomorficznymi, gdy istnieje pomiędzy nimi izomorfizm.

## Własności
Niech {\displaystyle (X,\leqslant ),} {\displaystyle (Y,\sqsubseteq )} będą porządkami częściowymi. Jeśli porządki te są izomorficzne, to:
- zbiory {\displaystyle X} i {\displaystyle Y} są równej mocy (ponieważ izomorfizm jest bijekcją)
- porządki {\displaystyle (X,\leqslant ),} {\displaystyle (Y,\sqsubseteq )} mają taki sam diagram Hassego, tzn. muszą mieć taką samą liczbę elementów wyróżnionych: maksymalnych, minimalnych, oba muszą jednocześnie mieć lub nie mogą mieć elementu największego/najmniejszego.

## Przykłady
Niech {\displaystyle \mathbb {N} ,\mathbb {Z} ,\mathbb {Q} ,\mathbb {R} } oznaczają zbiory liczb naturalnych, całkowitych, wymiernych i rzeczywistych, odpowiednio, a {\displaystyle \leqslant } niech będzie naturalnym porządkiem.
- Porządki {\displaystyle (\mathbb {N} ,\leqslant )} i {\displaystyle (\mathbb {R} ,\leqslant )} nie są izomorficzne (zbiory {\displaystyle \mathbb {N} } i {\displaystyle \mathbb {R} } są różnej mocy)
- Porządki {\displaystyle (\mathbb {N} ,\leqslant )} i {\displaystyle (\mathbb {Q} ,\leqslant )} nie są izomorficzne – co prawda zbiory są równej mocy, lecz zbiór {\displaystyle \mathbb {Q} } jest gęsty, a {\displaystyle \mathbb {N} } nie.
- Porządki {\displaystyle (\mathbb {N} ,\leqslant )} i {\displaystyle (\mathbb {Z} ,\leqslant )} nie są izomorficzne, bo w {\displaystyle \mathbb {N} } 0 jest elementem najmniejszym, a w {\displaystyle \mathbb {Z} } nie ma elementu najmniejszego.
- Niech {\displaystyle (\mathbb {P} ,\leqslant )} będzie zbiorem wszystkich liczb pierwszych z naturalnym porządkiem. Wówczas porządki {\displaystyle (\mathbb {N} ,\leqslant )} i {\displaystyle (\mathbb {P} ,\leqslant )} są izomorficzne, a izomorfizmem pomiędzy nimi jest funkcja odwzorowująca liczbę naturalną n na n-tą liczbę pierwszą.